# New York Islanders
Els New York Islanders són un equip d'hoquei sobre gel de la National Hockey League (NHL) amb seu a la ciutat d'Uniondale, al Comtat de Nassau, molt a prop de la ciutat de Nova York.
És membre de la Divisió Atlàntica de la Conferència Est.
El seu pavelló és el Nassau Veterans Memorial Coliseum i els seus colors són el blau, el taronja i el blanc. Juguen amb jersei i pantalons blaus amb franges taronges i blanques. A fora juguen amb jersei blanc amb pantalons blaus. Els seus rivals tradicionals són els New York Rangers.

## Història

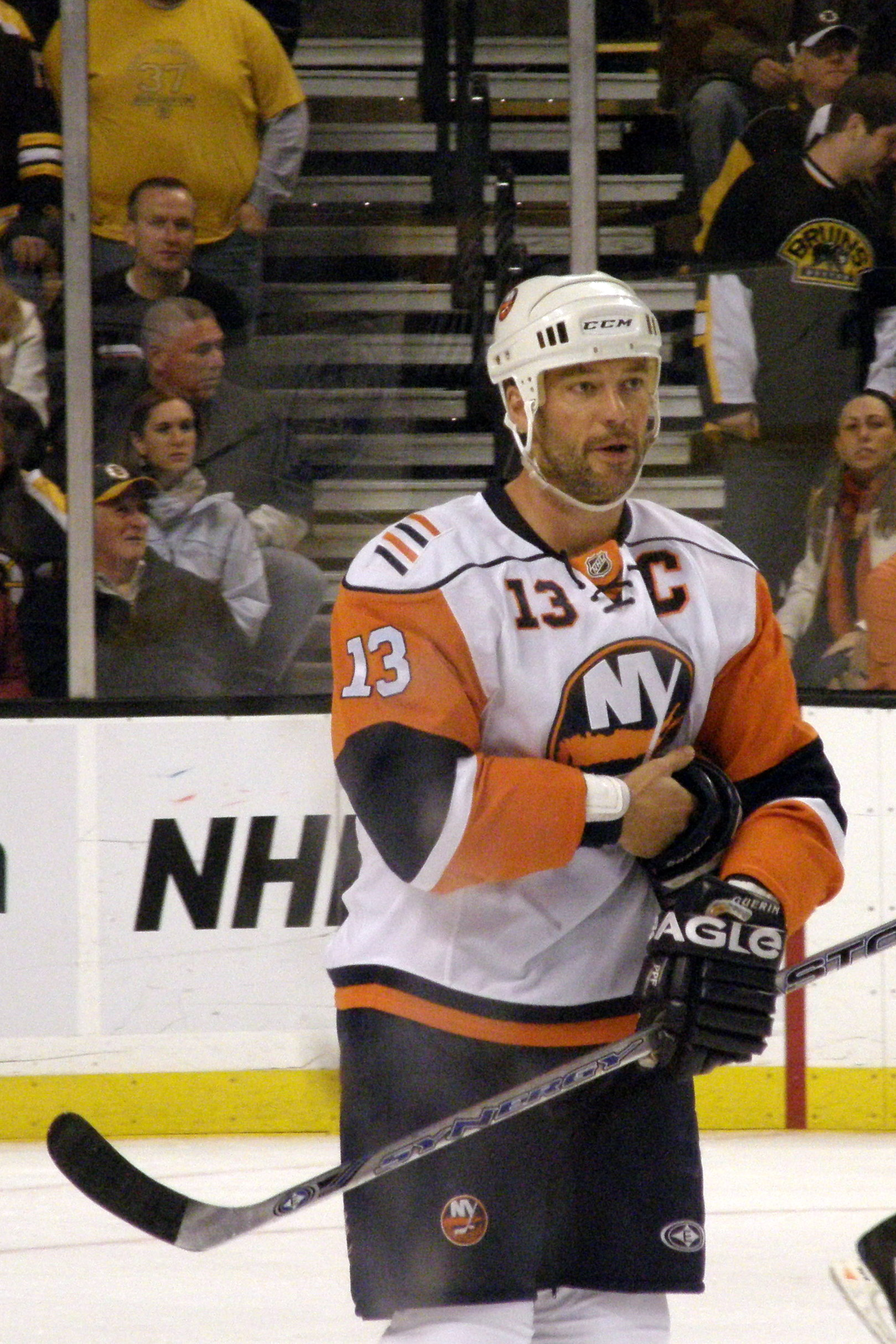

Els New York Islanders van començar a jugar a l'NHL el 1972 i es van convertir ràpidament en l'equip dominant de la lliga, guanyant la Copa Stanley quatre temporades consecutives entre el 1980 i el 1983. A partir de llavors han decaigut però segueixen forts i mantenen una forta rivalitat amb els seus veïns dels New York Rangers, que tenen més tradició i història.

## Palmarès
- Copa Stanley (4) : 1979–80, 1980–81, 1981–82, 1982–83
- Campionats de Conferència (6) : 1977–78, 1978–79, 1980–81, 1981–82, 1982–83, 1983–84
- Campionats de Divisió (6) : 1977–78, 1978–79, 1980–81, 1981–82, 1983–84, 1987–88